# Istrian Spring Trophy 2011
L'Istrian Spring Trophy 2011, cinquantunesima edizione della corsa, valevole come prova del circuito UCI Europe Tour 2011 categoria 2.2, si svolse in tre tappe, precedute da un cronoprologo, dal 17 al 20 marzo 2011 per un percorso totale di 440,8 km, con partenza da Antignana e arrivo a Zelena Laguna. Fu vinto dallo sloveno Robert Vrečer della squadra Perutnina Ptuj, che si impose in 10 ore 27 minuti e 3 secondi alla media di 42,17 km/h.
Al traguardo di Zelena Laguna 149 ciclisti conclusero la competizione.

## Tappe
| Tappa  | Data     | Percorso                                  | km    | Vincitore di tappa | Leader cl. generale |
| ------ | -------- | ----------------------------------------- | ----- | ------------------ | ------------------- |
| Prol.  | 17 marzo | Antignana > Antignana (Cron. individuale) | 5,8   | Robert Vrečer      | Robert Vrečer       |
| 1ª     | 18 marzo | Zelena Laguna > Albona                    | 137   | Luka Mezgec        | Robert Vrečer       |
| 2ª     | 19 marzo | Orsera > Montona                          | 157   | Robert Vrečer      | Robert Vrečer       |
| 3ª     | 20 marzo | Pisino > Zelena Laguna                    | 141   | Christopher Roth   | Robert Vrečer       |
| Totale | Totale   | Totale                                    | 440,8 |                    |                     |

## Squadre partecipanti
| N.     | Cod. | Squadra                         |
| ------ | ---- | ------------------------------- |
| 1-6    | PER  | Perutnina Ptuj                  |
| 7-12   | VPC  | Concordia Forsikring-Himmerland |
| 13-18  | MNS  | Manisaspor Cycling Team         |
| 19-24  | MKT  | Meridiana-Kamen Team            |
| 25-30  | GLU  | Glud & Marstrand-LRØ            |
| 31-36  | TST  | Christina Watches-Onfone        |
| 37-43  | TLS  | Stati Uniti                     |
| 44-49  | KTS  | Konya Torku Seker Spor-Vivelo   |
| 50-55  | RAD  | Arbö-Gourmetfein-Wels           |
| 56-61  | TSS  | Seven Stones                    |
| 62-67  |      | Sudtirol-Ciclismo Team          |
| 68-73  | SRB  | Serbia                          |
| 74-78  |      | Veloclub Ratisbona              |
| 79-84  | PSK  | PSK Whirlpool-Author            |
| 85-90  |      | Trondhjems Vk                   |
| 91-94  |      | Nesset Ck                       |
| 95-100 |      | Ked-Bianchi Team Berlin         |

| N.      | Cod. | Squadra                         |
| ------- | ---- | ------------------------------- |
| 101-104 | CRO  | Croazia                         |
| 105-110 | RB3  | Rabobank Continental Team       |
| 111-116 |      | Jenatec Cycling                 |
| 117-122 | TYR  | Tyrol Team                      |
| 123-128 |      | Forme Procycliste Sanlamere     |
| 129-134 | RAR  | Continental Team Radenska       |
| 135-140 | ADR  | Adria Mobil                     |
| 141-146 | LOB  | Loborika Favorit Team           |
| 147-152 | SAK  | Sava                            |
| 153-158 | KTM  | Arbö-Gebrüder Weiss-Oberndorfer |
| 159-164 |      | Arbö Bundes Austria             |
| 165-170 | SUI  | Svizzera                        |
| 171-176 | TIK  | Itera-Katusha                   |
| 177-182 | SPV  | Sparebanken Vest-Ridley         |
| 183-188 | JKM  | Joker Merida                    |
| 189-194 | WSA  | WSA-Viperbike-Kärnten           |

## Dettagli delle tappe

### Prologo
- 17 marzo: Antignana > Antignana – Cronometro individuale – 5,8 km

Risultati
| Pos. | Corridore       | Squadra        | Tempo |
| ---- | --------------- | -------------- | ----- |
| 1    | Robert Vrečer   | Perutnina Ptuj | 8'28" |
| 2    | Lawson Craddock | Stati Uniti    | a 24" |
| 3    | Mitja Mahorič   | Adria Mobil    | a 26" |

| Pos. | Corridore       | Squadra        | Tempo |
| ---- | --------------- | -------------- | ----- |
| 1    | Robert Vrečer   | Perutnina Ptuj | 8'27" |
| 2    | Lawson Craddock | Stati Uniti    | a 25" |
| 3    | Mitja Mahorič   | Adria Mobil    | a 26" |

### 1ª tappa
- 18 marzo: Zelena Laguna > Albona – 137 km

Risultati
| Pos. | Corridore       | Squadra  | Tempo    |
| ---- | --------------- | -------- | -------- |
| 1    | Luka Mezgec     | Sava     | 3h15'24" |
| 2    | Radoslav Rogina | Loborika | a 3"     |
| 3    | Jan Polanc      | Radenska | a 4"     |

| Pos. | Corridore        | Squadra        | Tempo    |
| ---- | ---------------- | -------------- | -------- |
| 1    | Robert Vrečer    | Perutnina Ptuj | 3h23'56" |
| 2    | Mitja Mahorič    | Adria Mobil    | a 25"    |
| 3    | Harald Totschnig | Tyrol Team     | a 26"    |

### 2ª tappa
- 19 marzo: Orsera > Montona – 157 km

Risultati
| Pos. | Corridore       | Squadra        | Tempo    |
| ---- | --------------- | -------------- | -------- |
| 1    | Robert Vrečer   | Perutnina Ptuj | 3h51'36" |
| 2    | Radoslav Rogina | Loborika       | a 13"    |
| 3    | Florian Vogel   | Svizzera       | a 25"    |

| Pos. | Corridore       | Squadra        | Tempo    |
| ---- | --------------- | -------------- | -------- |
| 1    | Robert Vrečer   | Perutnina Ptuj | 7h15'22" |
| 2    | Radoslav Rogina | Loborika       | a 52"    |
| 3    | Mitja Mahorič   | Adria Mobil    | a 59"    |

### 3ª tappa
- 20 marzo: Pisino > Zelena Laguna – 141 km

Risultati
| Pos. | Corridore        | Squadra       | Tempo    |
| ---- | ---------------- | ------------- | -------- |
| 1    | Christopher Roth | Seven Stones  | 3h11'41" |
| 2    | Kristjan Fajt    | Adria Mobil   | s.t.     |
| 3    | Aleksej Catevič  | Itera-Katusha | s.t.     |

| Pos. | Corridore       | Squadra        | Tempo     |
| ---- | --------------- | -------------- | --------- |
| 1    | Robert Vrečer   | Perutnina Ptuj | 10h27'03" |
| 2    | Radoslav Rogina | Loborika       | a 51"     |
| 3    | Mitja Mahorič   | Adria Mobil    | a 57"     |

## Evoluzione delle classifiche
| Tappa              | Vincitore          | Classifica generale | Classifica scalatori | Classifica a punti | Classifica a squadre |
| ------------------ | ------------------ | ------------------- | -------------------- | ------------------ | -------------------- |
| Prol.              | Robert Vrečer      | Robert Vrečer       | non assegnata        | non assegnata      | Perutnina Ptuj       |
| 1ª                 | Luka Mezgec        | Robert Vrečer       | Riccardo Zoidl       | Mitja Mahorič      | Rabobank Continental |
| 2ª                 | Robert Vrečer      | Robert Vrečer       | Jure Zrimšek         | Mitja Mahorič      | Rabobank Continental |
| 3ª                 | Christopher Roth   | Robert Vrečer       | Jure Zrimšek         | Mitja Mahorič      | Rabobank Continental |
| Classifiche finali | Classifiche finali | Robert Vrečer       | Jure Zrimšek         | Mitja Mahorič      | Rabobank Continental |

## Classifiche finali

### Classifica generale
| Pos. | Corridore         | Squadra         | Tempo     |
| ---- | ----------------- | --------------- | --------- |
| 1    | Robert Vrečer     | Perutnina Ptuj  | 10h27'03" |
| 2    | Radoslav Rogina   | Loborika        | a 51"     |
| 3    | Mitja Mahorič     | Adria Mobil     | a 57"     |
| 4    | Marc Goos         | Rabobank Con.   | a 1'12"   |
| 5    | Blaž Furdi        | Adria Mobil     | a 1'16"   |
| 6    | Florian Vogel     | Svizzera        | a 1'20"   |
| 7    | Lawrence Warbasse | Stati Uniti     | a 1'24"   |
| 8    | Matthias Wiele    | Jenatec Cycling | a 1'35"   |
| 9    | Dmitri Ignatjew   | Itera-Katusha   | a 1'36"   |
| 10   | Daan Olivier      | Rabobank Con.   | a 1'40"   |

### Classifica sprint
| Pos. | Corridore        | Squadra       | Punti |
| ---- | ---------------- | ------------- | ----- |
| 1    | Mitja Mahorič    | Adria Mobil   | 11    |
| 2    | Tadej Valjavec   | Manisaspor    | 5     |
| 3    | Dylan van Baarle | Rabobank Con. | 5     |
| 4    | Bruno Radotic    | Meridiana     | 5     |
| 5    | Florenz Knauer   | Seven Stones  | 5     |

### Classifica scalatori
| Pos. | Corridore       | Squadra     | Punti |
| ---- | --------------- | ----------- | ----- |
| 1    | Jure Zrimšek    | Sava        | 9     |
| 2    | Tadej Valjavec  | Manisaspor  | 6     |
| 3    | Gašper Švab     | Sava        | 5     |
| 4    | Lawson Craddock | Stati Uniti | 4     |
| 5    | Konny Looser    | Svizzera    | 4     |

### Classifica a squadre
| Pos. | Squadra                   | Tempo     |
| ---- | ------------------------- | --------- |
| 1    | Rabobank Continental Team | 31h25'26" |
| 2    | Loborika Favorit Team     | a 46"     |
| 3    | Adria Mobil               | a 51"     |
| 4    | Svizzera                  | a 1'00"   |
| 5    | Stati Uniti               | a 1'54"   |